# Landkreis Grulich

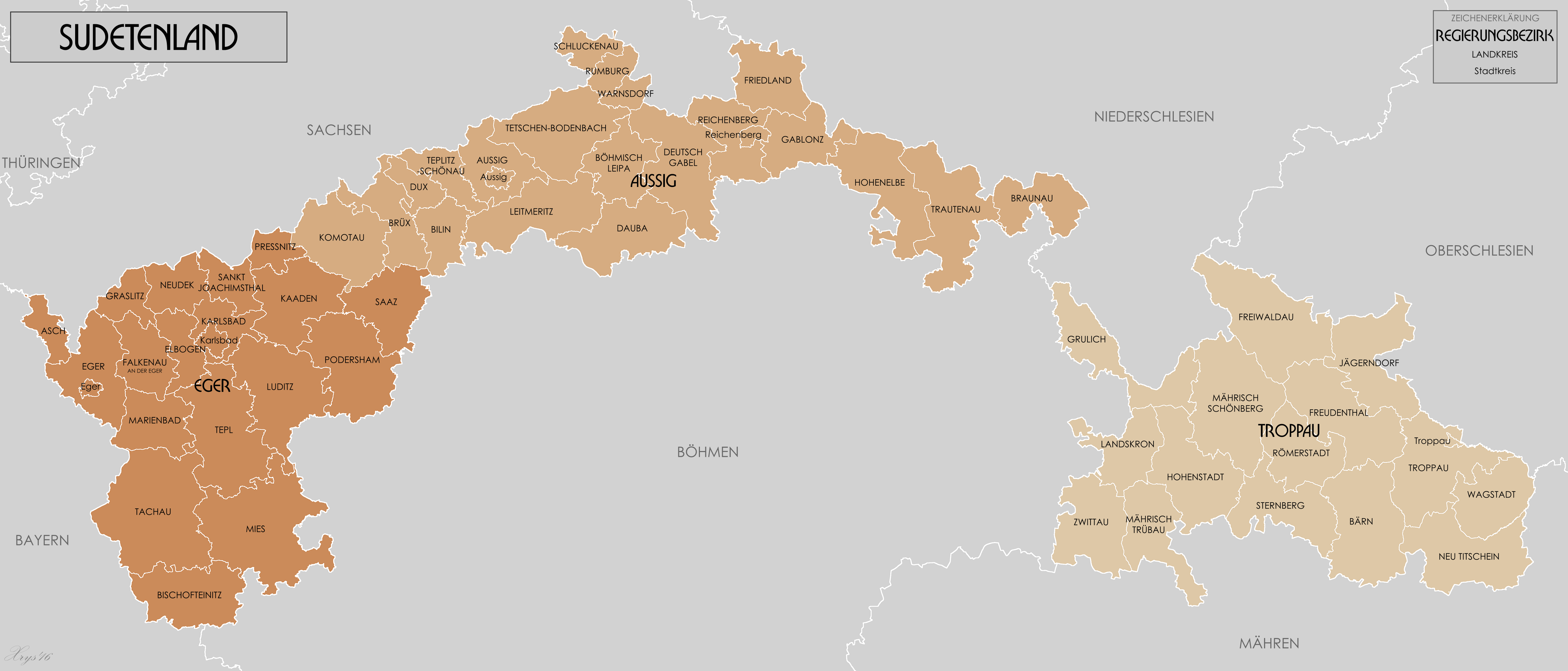
Verwaltungskarte des Reichsgaus Sudetenland

Der Landkreis Grulich war eine Verwaltungseinheit im vom Deutschen Reich annektierten Sudetenland. Sie bestand von 1939 bis 1945 im Reichsgau Sudetenland. Der Landkreis Grulich umfasste am 1. Januar 1945 zwei Städte und 59 weitere Gemeinden. Am 17. Mai 1939 zählte der Landkreis 29.161 Einwohner.

## Verwaltungsgeschichte
Das Gebiet des Landkreises Grulich war bis zum Münchner Abkommen vom 29. September 1938 Teil der Tschechoslowakei. Es gehörte dort zu den politischen Bezirken Nové Město nad Metují, Rychnov nad Kněžnou und Žamberk.
Ab 1. Oktober 1938 besetzte die Wehrmacht das nach dem Münchner Abkommen von der Tschechoslowakei abzutretende Gebiet. Am 21. November 1938 wurde das Sudetenland in das Deutsche Reich eingegliedert. Es bildete zunächst provisorisch den Verwaltungsbezirk der Sudetendeutschen Gebiete unter Reichskommissar Konrad Henlein.
Zum 1. Mai 1939 wurde per Verordnung die Bildung von deutschen Stadt- und Landkreisen im Sudetenland verfügt. Danach wurde der neue Landkreis Grulich gebildet aus:
- den Gerichtsbezirken Grulich und Rokitnitz,
- den Teilen der Gerichtsbezirke Neustadt an der Mettau, Opotschno, Reichenau und Senftenberg, die zum Deutschen Reich gehörten,
- den Gemeinden Goldenfluß und Hohenfluß des Gerichtsbezirks Mährisch Schönberg und den Gemeinden Glasdörfel, Groß Mohrau und Klein Mohrau des Gerichtsbezirks Mährisch Altstadt.[2]

Die Tschechoslowakei führte nach Ende des Zweiten Weltkriegs im Mai 1945 die Verwaltungsgliederung wieder ein, wie sie bis September 1938 bestanden hatte. Seit 1993 liegt das Gebiet des früheren Landkreises Grulich auf dem Staatsgebiet der Tschechischen Republik.

## Landräte
1939–9999: Karl-Hermann Zülch (1907–1985)
1939–1945: Erwin Kothny

## Kommunalverfassung
Bereits am Tag vor der förmlichen Eingliederung in das Deutsche Reich, nämlich am 20. November 1938, wurden alle Gemeinden der Deutschen Gemeindeordnung vom 30. Januar 1935 unterstellt, welche die Durchsetzung des Führerprinzips auf Gemeindeebene vorsah. Es galten fortan die im bisherigen Reichsgebiet üblichen Bezeichnungen, nämlich statt:
- Ortsgemeinde: Gemeinde,
- Marktgemeinde: Markt,
- Stadtgemeinde: Stadt,
- Politischer Bezirk: Landkreis.

## Ortsnamen
Es galten die bisherigen Ortsnamen weiter, und zwar in der deutschösterreichischen Fassung von 1918.

## Städte und Gemeinden
(Einwohner 1930/1939)

### Städte
1. Grulich (3.675/3.306)
2. Rokitnitz im Adlergebirge (1.022/1.025)

### Märkte
1. Gießhübel (1.425/1.287)
2. Kronstadt (746/695)
3. Wichstadtl (797/630)

### Gemeinden
1. Bärnwald (378/353)
2. Batzdorf (763/856)
3. Bielai (423/457)
4. Böhmisch Petersdorf (443/466)
5. Deschney (900/816)
6. Deutsch Petersdorf (176/143)
7. Friedrichswald (301/294)
8. Glasdörfl (293/276)
9. Goldenfluß (153/144)
10. Groß Aurim (779/736)
11. Groß Mohrau (383/381)
12. Groß Stiebnitz (924/890)
13. Halbseiten (61/52)
14. Herrnfeld (297/303)
15. Herrnsdorf (338/335)
16. Himmlisch Rybnai (823/779)
17. Hlaska (218/218)
18. Hohen Erlitz (252/240)
19. Hohenfluß (221/187)
20. Kacer (344/313)
21. Kerndorf (462/470)
22. Klein Aurim (504/507)
23. Klein Mohrau (721/679)
24. Klein Stiebnitz (301/261)
25. Klösterle (Ortsteil Cihak) (70/?)
26. Kounow (Ortsteil Hluky) (94/?)
27. Kunwald (Ortsteil Hasendorf) (56/?)
28. Kunzendorf (294/306)
29. Lichtenau (939/828)
30. Linsdorf (851/721)
31. Lom (195/162)
32. Mitteldorf (381/384)
33. Mittel Lipka (476/460)
34. Neudorf (239/199)
35. Niederdorf (218/230)
36. Nieder Erlitz (505/483)
37. Nieder Heidisch (567/513)
38. Nieder Lipka (228/184)
39. Nieder Mohrau (226/220)
40. Nieder Ullersdorf (812/730)
41. Oberdorf (287/283)
42. Ober Erlitz (374/357)
43. Ober Lipka (621/632)
44. Ober Mohrau (119/114)
45. Plaßnitz (270/260)
46. Polom (357/317)
47. Prorub (196/185)
48. Rampusch (einschließlich der von der Gemeinde Rehberg abgetrennten Ortsteile Nemanitz und Wltschinetz) (248/231)
49. Ritschka (929/880)
50. Rothfloß (383/365)
51. Rownei (Ortsteile Schediwy und Stiefwinkel) (77/?)
52. Sattel (783/689)
53. Saufloß (253/240)
54. Schediwy (238/245)
55. Schönwald (141/96)
56. Schwarzwasser (268/248)
57. Tanndorf (499/474)
58. Trckadorf (439/376)
59. Wöllsdorf (222/221)
60. Zöllnei (416/358)